# Zakład Św. Józefa dla Osieroconych Chłopców w Krakowie
Zakład Św. Józefa dla Osieroconych Chłopców w Krakowie – organizacja charytatywna założona w roku 1848 przez Piotra Michałowskiego. Zakład działał przez ponad 100 lat, do 1950 roku.

## Powstanie Zakładu
W wyniku nieurodzaju w 1845 roku  i wydarzeń 1846 w Krakowie pojawiły się bandy włóczących chłopców zwanych pauprami. Piotr Michałowski - prezes Rady Administracyjnej okręgu krakowskiego, aby im pomóc założył stowarzyszenie, które miało zająć się nimi i zapewnić im przyszłość. Na czele Stowarzyszenia stanęła Julia Potocka (Główna Opiekunka) i pułkownik Franciszek Salezy Gawroński (Główny Opiekun), sekretarzem był Feliks Gutwiński. Należeli do niego również ks. Kijasiewicz i Jakubowski - rektor oo. Pijarów oraz Walery Wielogłowski. Fundusz stanowiła pensja Michałowskiego - 10 000 złp oraz inne dary. Pozwoliło to na urządzenie Zakładu dla 40 osieroconych lub nie mających wsparcia rodziców chłopców. Zakład nosił nazwę Zakład Opiekuńczy dla zaniedbanych chłopców. 
Zadaniem Zakładu było wychowywanie osieroconych i bezdomnych chłopców, kształcenie ich w zakresie ogrodnictwa i sadownictwa. Siedziba Zakładu znajdowała się początkowo w wynajętym mieszkaniu przy ulicy Brackiej, następnie w majątku Piotra Michałowskiego w Krzysztoforzycach, a od roku 1857 we własnym budynku przy ulicy Pędzichów. W roku 1858 Zakład został ostatecznie przeniesiony do własnej siedziby przy ulicy Karmelickiej 66. Budynek według projektu B. Mullera po 1885 roku  rozbudowano i przebudowano. W 1909 roku Fundacja kupiła majątek w podkrakowskich Prusach i działała tam filia Zakładu.  Po przejęciu opieki nad zakładem w 1917 roku przez biskupa krakowskiego zmieniono nazwę na Zakład św. Józefa Fundacji Piotra Michałowskiego. W 1921 roku wszystkich wychowanków przeniesiono do Prus. W budynku przy ulicy Karmelickiej pozostały biura fundacji, sklep i mieszkania dla 20 wychowanków. 
Po śmierci Piotra Michałowskiego fundację wspierała jego żona Julia.
Dyrektorami zakładu byli m.in. Józef Kurzycki i Antoni Soświński. Od 1925 roku do sierpnia 1940 roku zakład prowadzili księża michaelici, potem do 1942 sercanie, następnie salezjanie. W 1942 roku Niemcy przekształcili go w Dom Poprawy. W październiku 1945 roku abp Adam Sapieha przekazał zakład w zarząd Caritasowi. W latach 1945–1948 w Prusach działały szkoły: średnia ogólnonarodowa i ogrodnicza, a w latach 1948–1949 średnia zawodowa z wydziałem ogrodniczym i krawieckim oraz sierociniec. W lipcu 1950 roku zakład zlikwidowano. 